# Floribella (telenovela cilena)
Floribella è una telenovela cilena prodotto tra il 2006 e il 2007 e trasmessa dall'11 ottobre 2006 al 9 aprile 2007.
È la versione locale della telenovela argentina Flor - Speciale come te, creata da Cris Morena e RGB Entertainment. Nel 2009 fu replicato da Jump TV.

## Trama
Florencia González (Mariana Derderián) fa parte del gruppo musicale creato con alcuni ragazzi del quartiere dove vive. La sua vita cambia quando inizia a lavorare per la famiglia Fritzenwalden come baby-sitter. A differenza delle altre versioni della telenovela è che Federico dopo aver ricevuto l'incidente è in ospedale e incontra Dio (Jaime Vadell) che gli rivela la verità su Agustina e Malala. Federico gli chiede di ritornare e dopo aver concesso questa opportunità si sposa con Florencia.

## Personaggi
- Florencia González, interpretata da Mariana Derderián.[3]

Cresciuta insieme a Titina (Ximena Rivas), la migliore amica di sua madre. Nel quartiere in cui vive incontra un gruppo di altri ragazzi che formano un gruppo musicale.
- Federico Fritzenwalden, interpretato da Cristián Arriagada.[3]

Fratello di Ignacio, Nicolás, Martín, Tomás e Maya ha studiato in Europa ma è dovuto ritornare in Cile per mantenere i suoi fratelli. È stato fidanzato con Agustina, ma alla fine sarà fidanzato con Florencia.
- Agustina Santillán, interpretata da Luz Valdivieso.[3]

Figlia di Malala e sorella di Sofía (Fernanda Urrejola) è l'ex fidanzata di Federico. Agustina è interessata a stare con lui solamente per i soldi.
- María Laura Torres de Santillán, interpretata da Coca Guazzini.[3]

Madre di Agustina e Sofia.

## Prodotti
Dalla serie sono usciti alcuni album. Nel 2006 fu pubblicato il primo album Floribella Chile - Un Amor de Verdad e anche Floribella Chile - Remixes.